# Deutscher Evangelischer Kirchentag 2015

Offizielles Logo des 35. Deutschen Evangelischen Kirchentags – ein interaktives Suchfeld

Der 35. Deutsche Evangelische Kirchentag fand vom 3. bis zum 7. Juni 2015 in Stuttgart statt. Nach 1952, 1969 und 1999 war dieser Deutsche Evangelische Kirchentag der vierte in der Landeshauptstadt Baden-Württembergs. Gastgeber war die Evangelische Landeskirche in Württemberg, die gemeinsam mit der Stadt Stuttgart, dem Land Baden-Württemberg, dem Bund und dem Deutschen Evangelischen Kirchentag zum Kirchentag einlud. Kirchentagspräsident war Andreas Barner.

## Losung
Die Losung für den Kirchentag lautete „damit wir klug werden“ (Ps 90,12 ).
Entwurf und Gestaltung der Plakatkampagne stammten von der Stuttgarter Werbeagentur Leonhardt & Kern. Das Plakat zeigt ein als Combobox gestaltetes interaktives Suchfeld, in dessen Dropdown-Liste die Kirchentagslosung „damit wir klug werden“ erscheint.

## Veranstaltung
Es kamen 97.127 Dauerteilnehmer und etwa 30.000 Tagesbesucher. Damit war der Kirchentag deutlich schwächer besucht als die beiden vorangehenden, an denen jeweils fast 120.000 Dauerteilnehmer kamen.
Erstmals kam es zu einer Kooperation mit dem Christustag, einer pietistischen Großveranstaltung, die sich unter dem Namen „Gemeindetag unter dem Wort“ als Gegenbewegung zu dem als liberal und politisiert verstandenen Kirchentag in Düsseldorf 1973 gebildet hatte. In Anlehnung an das Kirchentagsmotto hatte sich der Christustag 2015 in der Porsche-Arena die Losung „Dein Wort macht mich klug“ gewählt.

## Kontroverse Themen

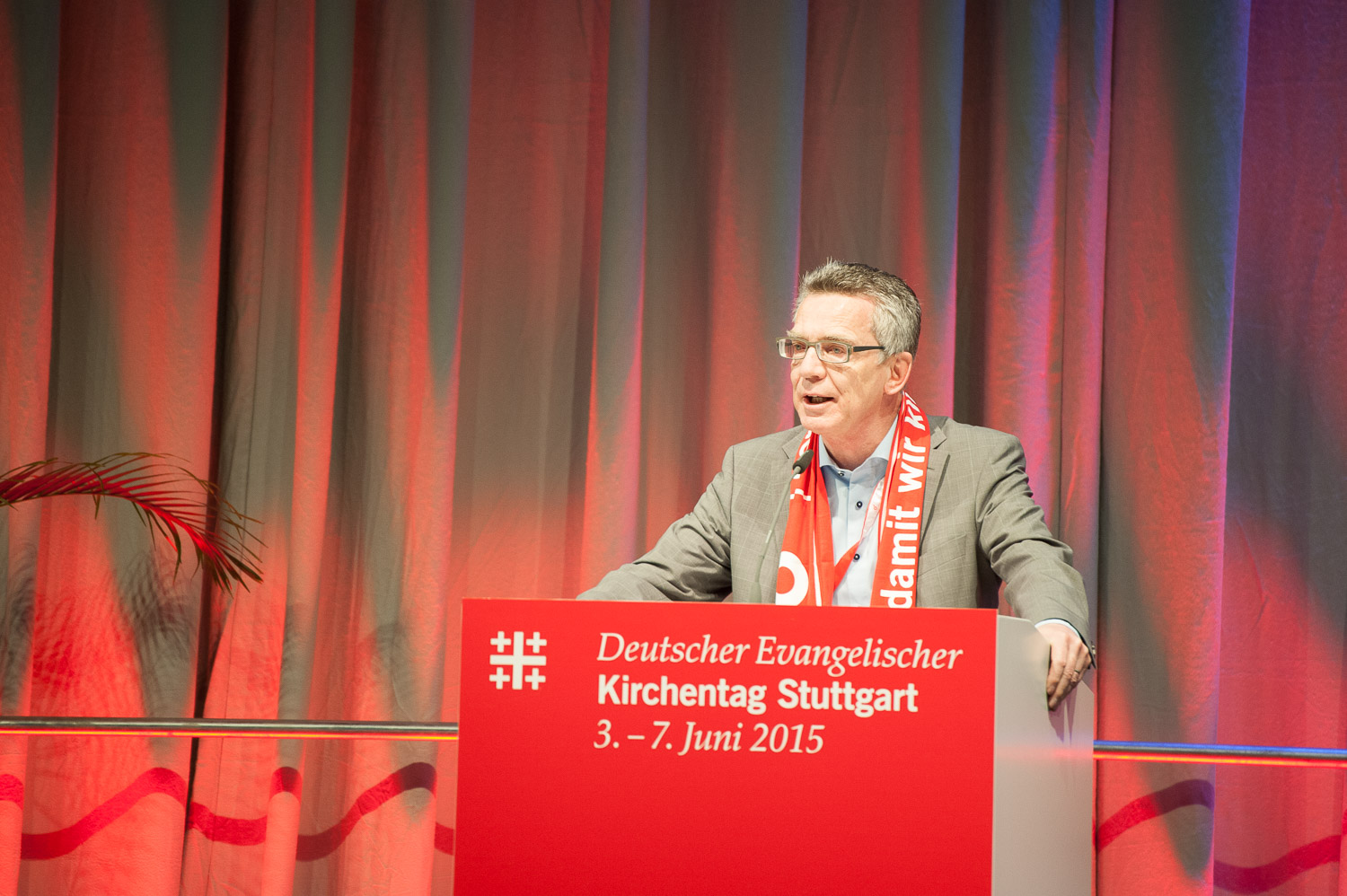
Thomas de Maizière auf dem Stuttgarter Kirchentag

### Messianische Juden
Das Kirchentagspräsidium hatte 2014 entschieden, eine Präsenz von messianischen Juden auf dem Markt der Möglichkeiten auch diesmal nicht zuzulassen und damit die schon seit 1999 bestehende Vorgehensweise beizubehalten. Das Kirchentagspräsidium argumentierte, die von jüdisch-messianischen Organisationen betriebene Judenmission gefährde den jüdisch-christlichen Dialog. Die Bewegung „Lebendige Gemeinde“ in der württembergischen Landeskirche kritisierte das scharf.

### Kirchenasyl
Bundesinnenminister Thomas de Maizière, der dem Kirchentagspräsidium angehört, nannte die Praxis des Kirchenasyls in Deutschland einen Missbrauch und zog einen Vergleich zur Scharia. Daraufhin forderten mehrere Studentenpfarrer den Rücktritt von de Maizière aus dem Kirchentagspräsidium. Dieser aber nahm seinen Vergleich zurück.

## Finanzierung

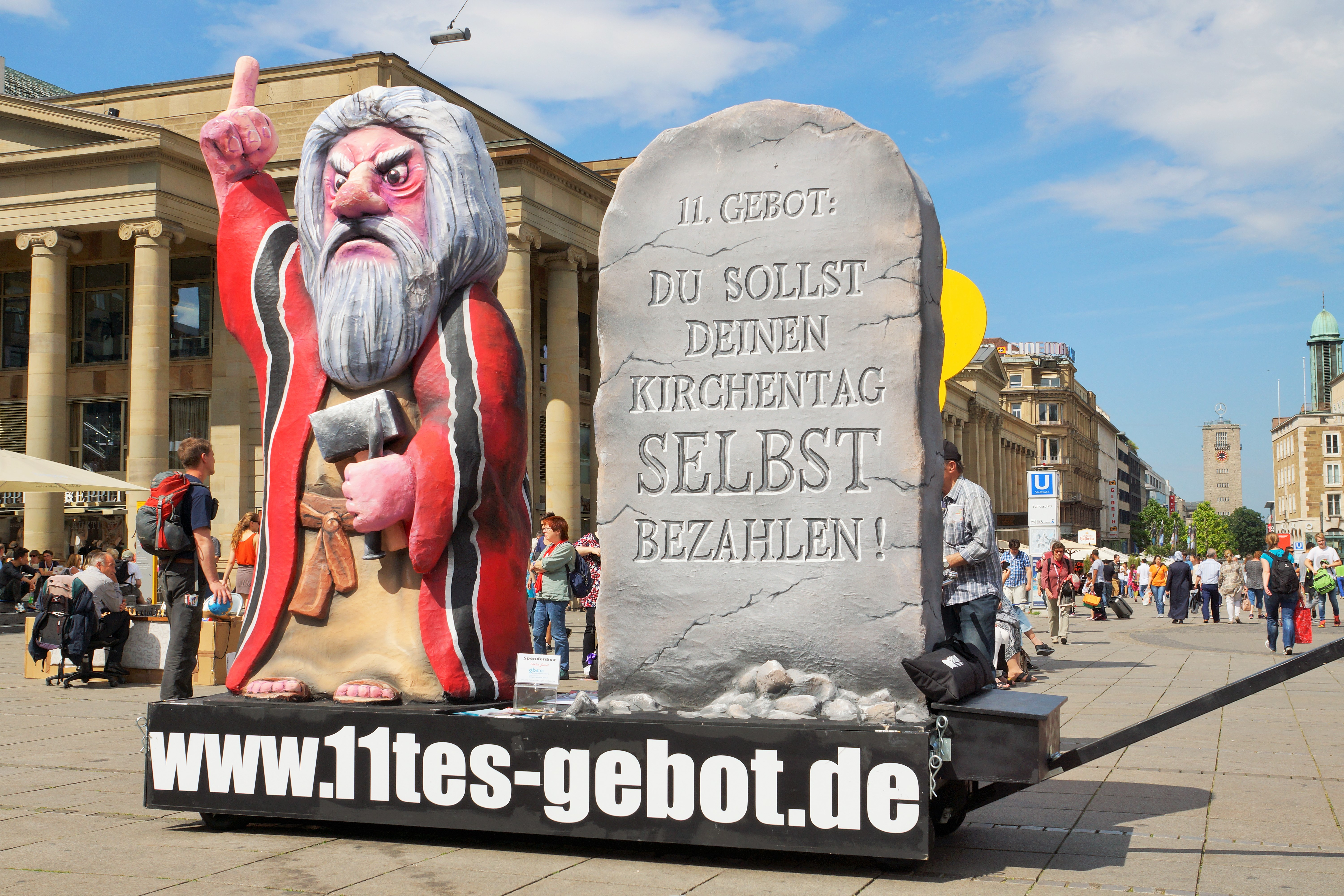
Kunstaktion Das 11. Gebot (Du sollst deinen Kirchentag selbst bezahlen!) beim Deutschen Evangelischen Kirchentag 2015 in Stuttgart.

Der Kirchentag in Stuttgart kostete 18,3 Millionen Euro. Diese Summe wurde wie folgt aufgebracht:
- Selbst erwirtschaftet (Eintrittskarten, Sponsoring usw.): 5,7 Millionen Euro,
- Land Baden-Württemberg: 5 Millionen Euro,
- Kirchliche Zuschüsse: 4,2 Millionen Euro,
- Stadt Stuttgart: 2,5 Millionen Euro,
- Projektmittel: 450.500 Euro,
- Zuschüsse der Bundesrepublik: 400.000 Euro.